# Takt
För andra betydelser, se Takt (olika betydelser).
Takt (av latin tactus, ’beröring, känsla’) är i musiken en tidsenhet med ett bestämt antal taktslag, beroende av taktarten. I notskrift avskiljs takterna med vertikala taktstreck tvärs över notlinjerna.